# Ingvar Pettersson
Ingvar Albin Henrik Pettersson  (ur. 19 stycznia 1926 w Rådmansö w gminie Norrtälje, zm. 2 lipca 1996 w Jädraås w gminie Ockelbo) – szwedzki lekkoatleta chodziarz,  medalista olimpijski z 1964.
Specjalizował się w chodzie na 50 kilometrów. Pierwszy sukces międzynarodowy odniósł w finale Pucharu Świata w chodzie w 1963 w Varese, gdzie zajął 3. miejsce w tej konkurencj{.
Na igrzyskach olimpijskich w 1964 w Tokio Petterson zdobył brązowy medal w chodzie na 50 km, przegrywając jedynie z Abdonem Pamichem z Włoch i Paulem Nihillem z Wielkiej Brytanii. W finale Pucharu Świata w chodzie w 1965 w Pescarze zajął 4. miejsce na tym dystansie. Nie ukończył tej konkurencji na mistrzostwach Europy w 1966 w Budapeszcie.
Pettersson był mistrzem Szwecji w chodzie na 50 kilometrów w latach 1963-1966. Dwukrotnie zdobywał medale mistrzostw krajów nordyckich w tej konkurencji – srebro w 1963 i złoto w 1965.